# شمشیربازی در المپیک تابستانی ۲۰۰۸
شمشیربازی در بازی‌های المپیک تابستانی ۲۰۰۸ نام رویداد ورزش شمشیربازی در بازی‌های المپیک تابستانی بود که در سال ۲۰۰۸ برگزار شد.

## جدول مدال‌ها
| رتبه  | کشور                      | طلا | نقره | برنز | مجموع |
| ۱     | فرانسه (FRA)              | ۲   | ۲    | ۰    | ۴     |
| ۲     | ایتالیا (ITA)             | ۲   | ۰    | ۵    | ۷     |
| ۳     | آلمان (GER)               | ۲   | ۰    | ۰    | ۲     |
| ۴     | ایالات متحده آمریکا (USA) | ۱   | ۳    | ۲    | ۶     |
| ۵     | چین (CHN)                 | ۱   | ۱    | ۰    | ۲     |
| ۶     | اوکراین (UKR)             | ۱   | ۰    | ۰    | ۱     |
| ۶     | روسیه (RUS)               | ۱   | ۰    | ۰    | ۱     |
| ۸     | رومانی (ROU)              | ۰   | ۱    | ۱    | ۲     |
| ۹     | ژاپن (JPN)                | ۰   | ۱    | ۰    | ۱     |
| ۹     | کره جنوبی (KOR)           | ۰   | ۱    | ۰    | ۱     |
| ۹     | لهستان (POL)              | ۰   | ۱    | ۰    | ۱     |
| ۱۲    | اسپانیا (ESP)             | ۰   | ۰    | ۱    | ۱     |
| ۱۲    | مجارستان (HUN)            | ۰   | ۰    | ۱    | ۱     |
| مجموع | مجموع                     | ۱۰  | ۱۰   | ۱۰   | ۳۰    |